# Охридско евангелие
Охридското евангелие или Охридските глаголически листове (на латински: Evangelium Achridanum; на руски: Охридские глаголические листки) е текст от XI век, от Евангелието на Лука 24 и части от Евангелието на Йоан, написани на 2 пергаментни листа, около 20 х 17 cm.
Листовете са намерени от руския учен Виктор Григорович през 1845 г. в Охрид и са подарени от него, под инв. номер 24, на 1 май 1865 г., заедно с 60 славянски ръкописа от неговата колекция, на Университета в Одеския университет. Съхранява се в библиотеката на Одеския университет до 1930 г., днес Одеска национална научна библиотека.
Охридското евангелие издава пръв Измаил Срезневски.